# Salix denticulata
Salix denticulata es una especie de sauce perteneciente a la familia de las salicáceas. Es nativa de Asia.

## Descripción
Es un arbusto o pequeño árbol con las ramitas pubescentes, estípulas diminutas. Pecíolo de 2-6 mm de largo. La lámina de 2,5-6,5 x 1,2-2,4 cm, margen denticulado, elípticas, oblongas u ovadas, obtusas, punta aguda y brillante por encima, más ligero en la parte inferior, pubescentes cuando jóvenes especialmente a lo largo de nervadura central, llegando a ser glabros. Los amentos aparecen después de las hojas. Los amentos masculinos de 2.5-7 x 0.4-0.7 cm, y los femeninos de 3,5-11,5 x 0,6-0,7 cm. El fruto es una cápsula.

## Distribución
Se encuentra en el este de Afganistán, Pakistán (Kurram, Swat, Hazara, Murree) Cachemira, India, Nepal y China (Sichuan, Xizang, Yunnan).

## Taxonomía
Salix denticulata fue descrita por Nils Johan Andersson y publicado en Kongliga Svenska Vetenskapsakademiens Handlingar 1850: 481, en el año 1851.
Etimología
Salix: nombre genérico latino para el sauce, sus ramas y madera.
denticulata: epíteto latino que significa "dentada".
Variedades aceptadas
- Salix denticulata subsp. hazarica (R.Parker) Ali

Sinonimia
- Salix elegans Wall. ex Andersson[5]